# Potens (matematik)
 For alternative betydninger, se Potens. (Se også artikler, som begynder med Potens)
Indenfor matematik er potens, eller potensopløftning en regneoperation på linje med addition, subtraktion, multiplikation og division. Der findes to forskellige definitioner på hvordan en potensopløftning udføres, og ifølge den enkleste af disse er en potens produktet af det samme tal, {\displaystyle x}, gentaget {\displaystyle y} gange, altså:

{\displaystyle {\begin{matrix}x^{y}=\underbrace {x\cdot x\cdot \ldots \cdot x} \\x{\mbox{ gentaget }}y{\mbox{ gange}}\end{matrix}}}
hvor {\displaystyle x} omtales som roden, basen eller grundtallet, og {\displaystyle y} kaldes for potenseksponenten eller bare eksponenten.

## Notation
Skrivemåden {\displaystyle x^{y}} læses som {\displaystyle x} i {\displaystyle y} 'ende potens, dvs. grundtallet {\displaystyle x} siges som et mængdetal, mens eksponenten {\displaystyle y} siges som et ordenstal. For eksempel:
- 74 læses Syv i fjerde potens (eller blot Syv i fjerde), og det beregenes som 7·7·7·7 = 2401.
- 23 læses To i tredje potens, eller To i tredje, og beregnes sådan her: 2·2·2 = 8.
- 210 læses Enogtyve i nulte potens og er lig med 1. Dette kan f.eks. udledes som 211*21-1={\displaystyle {\frac {21}{21}}}=1.

- 33 = 3·3·3 = 27
- 43 = 4·4·4 = 64
- 53 = 5·5·5 = 125
- 63 = 6·6·6 = 216
- 73 = 7·7·7 = 343
- 83 = 8·8·8 = 512
- 93 = 9·9·9 = 729
- 113 = 11·11·11 = 1331
- 123 = 12·12·12 = 1728

På computere bruger man i visse situationer en lidt anden skrivemåde, fordi skrivemåden med eksponenten i superscript ("hævet tekst") er utilgængelig eller besværlig at bruge: I f.eks. programmeringssprog og regneark skrives regneoperationen {\displaystyle x^{y}} som x^y, x↑y eller x**y.

## Matematisk definition
Der findes to forskellige definitioner på hvordan man beregner {\displaystyle x^{y}}: Den definition der er nævnt i indledningen gælder i sig selv kun for en positiv heltallig eksponent {\displaystyle y}, men den kan "udbygges" til at gælde for alle heltallige eksponenter, inklusiv 0 og negative tal, og den gælder for ethvert reelt grundtal {\displaystyle x}.
Den anden metode involverer den naturlige eksponentialfunktion og den naturlige logaritme, som infinitesimalregningen fastlægger en definition på: Den gør det muligt at beregne en potens {\displaystyle x^{y}} hvor grundtallet {\displaystyle x} kan være ethvert positivt reelt tal, og eksponenten {\displaystyle y} ethvert reelt tal. Til gengæld slår denne metode fejl hvis man prøver at bruge den i situationer hvor grundtallet {\displaystyle x} er et negativt tal.
Tilsammen fastlægger disse to definitioner hvordan man beregner {\displaystyle x^{y}} så længe enten grundtallet {\displaystyle x} ikke er negativt, eller eksponenten {\displaystyle y} er et helt tal.

### Potenser med heltallige eksponenter
Så længe eksponenten er et positivt heltal, gælder den beskrivelse der er nævnt i indledningen, og denne regneoperation kan man udføre på enhver værdi af roden {\displaystyle x}. Hvis {\displaystyle x} er negativ, gælder i øvrigt, at når eksponenten {\displaystyle y} er lige, bliver {\displaystyle x^{y}} et positivt tal, mens ulige rodeksponenter giver et negativt tal.
Hvis man multiplicerer ("ganger") et tal med 1, får man tallet selv: Man kan altså uden videre skrive definitionen fra indledningen om til

{\displaystyle {\begin{matrix}x^{y}=1\cdot \underbrace {x\cdot x\cdot \ldots \cdot x} \\x{\mbox{ gentaget }}y{\mbox{ gange}}\end{matrix}}}
Nu giver det mening at tale om potenser med eksponenten {\displaystyle y=0}; hvis man undlader at multiplicere med {\displaystyle x} (eller: "gør det nul gange"), er blot éttallet tilbage. Deraf følger, at

{\displaystyle x^{0}=1} for alle værdier af {\displaystyle x}. Dog er der uenighed om hvad {\displaystyle 0^{0}} er. Nogle anvender {\displaystyle 0^{0}=1} - andre {\displaystyle 0^{0}=} NaN.
Når man beregner {\displaystyle x^{y}=x\cdot x\cdot \ldots \cdot x}, får man mellemresultater der er stigende eksponenter af {\displaystyle x} for hver gang man multiplicerer med {\displaystyle x}. Omvendt kan man "fortryde" en multiplikation med {\displaystyle x} ved at dividere med {\displaystyle x} og derved reducere mellemresultatets potenseksponent med 1. Denne "fortrydelsesret" kan udnyttes til at udvide definitionen til også at omfatte negative heltal:

{\displaystyle x^{-y}={\frac {1}{\begin{matrix}\underbrace {x\cdot x\cdot \ldots \cdot x} \\x{\mbox{ gentaget }}y{\mbox{ gange}}\end{matrix}}}}

### Potenser med reelle eksponenter
Ved hjælp af infinitesimalregning kan man definere den naturlige eksponentialfunktion, {\displaystyle {\rm {e}}^{y}} og den naturlige logaritmefunktion {\displaystyle \ln(x)}. Ved hjælp af disse to funktioner kan man definere potensen {\displaystyle x^{y}} for ethvert positivt, reelt grundtal {\displaystyle x} og enhver reel eksponent {\displaystyle y}:

{\displaystyle x^{y}={\rm {e}}^{y\cdot \ln(x)}}
Bemærk, at den naturlige logaritme og eksponentialfunktion ikke kan beregnes eksakt ved hjælp af polynomier og rodtegn. Computere og lommeregnere bruger Taylorpolynomier og andre numeriske metoder til at udregne tilnærmede funktionsværdier af disse funktioner.

## Regneregler for potenser
Af definitionerne kan man udlede de 5 potensregler, som bl.a. kan bruges ved løsning af ligninger. Som udgangspunkt gælder potensreglerne kun for positive grundtal.
1. {\displaystyle x^{a}\cdot x^{b}=x^{a+b}}
2. {\displaystyle {\frac {x^{a}}{x^{b}}}=x^{a-b}}
3. {\displaystyle x^{a}\cdot y^{a}=(x\cdot y)^{a}}
4. {\displaystyle {\frac {x^{a}}{y^{a}}}=\left({\frac {x}{y}}\right)^{a}}
5. {\displaystyle (x^{y})^{z}=x^{(y\cdot z)}}

Ud over de 5 potensregler gælder der et antal regler i forbindelse med logaritme og rod.
Logaritmen til en potens kan skrives som produktet af eksponenten og logaritmen til grundtallet i potensen. Dette gælder helt uanset logaritmens grundtal:
- {\displaystyle \log(x^{y})=y\cdot \log x}

Kvadratroden, kubikroden og mere generelt "den n'te rod" af et tal kan beskrives som potensopløftninger, idet
- {\displaystyle {\sqrt[{n}]{x^{m}}}=x^{\frac {m}{n}}}
- {\displaystyle {\sqrt {x}}=x^{\frac {1}{2}}}
- {\displaystyle {\sqrt[{3}]{x^{2}}}=x^{\frac {2}{3}}}
- {\displaystyle {\sqrt[{3}]{x}}=x^{\frac {1}{3}}}

## Sammenligning med plus og gange
Sammenlignet med plus og gange er potens et overhead-system af gange, som igen er et overhead-system af plus.
Gange fungerer ved at lægge det samme tal til et bestemt antal gange og potens fungerer ved at gange et tal et bestemt antal gange med sig selv.
F.eks.:

44 = 4 x 4 x 4 x 4

4 x 4 x 4 x 4 = ((4 + 4 + 4 + 4) + (4 + 4 + 4 + 4) + (4 + 4 + 4 + 4) + (4 + 4 + 4 + 4)) + ((4 + 4 + 4 + 4) + (4 + 4 + 4 + 4) + (4 + 4 + 4 + 4) + (4 + 4 + 4 + 4)) + ((4 + 4 + 4 + 4) + (4 + 4 + 4 + 4) + (4 + 4 + 4 + 4) + (4 + 4 + 4 + 4)) + ((4 + 4 + 4 + 4) + (4 + 4 + 4 + 4) + (4 + 4 + 4 + 4) + (4 + 4 + 4 + 4))

Resultat: 256

Rå mængde: 
1111111111111111111111111111111111111111111111111111111111111111
1111111111111111111111111111111111111111111111111111111111111111
1111111111111111111111111111111111111111111111111111111111111111
1111111111111111111111111111111111111111111111111111111111111111
Med de matematiske regneteknikker og systemer bliver det væsentligt mindre hukommelseskrævende at løse større regnestykker, når det først er indlært.